# Saint-Pierre-de-Semilly
Saint-Pierre-de-Semilly é uma comuna francesa na região administrativa da Normandia, no departamento da Mancha. Estende-se por uma área de 4,59 km². Em 2010 a comuna tinha 457 habitantes (densidade: 99,6 hab./km²).